# Jamieson
Jamieson is een plaats in de Australische deelstaat Victoria en telt 259 inwoners (2006).